# Copelatus
Copelatus (лат.) — род жуков из семейства плавунцов.

## Описание
Мелкие и среднего размера жуки (4,2-8,0 мм). Тело сплющенное удлинённое или продолговато-овальное сужающиеся к вершине. Щиток виден. Надкрылья большинства видов с продольными бороздками. Отросток переднегруди короткий, иногда он за передними тазиками слегка отклонён вверх. Боковые части «крыльев» (отростков) заднегруди прямые относительно широкие на уровне средних тазиков. Отростки задних тазиков с апикальной щелью. Задние бёдра вентрально без щетинкового ряда у внешнего заднего угла. Лапки с пятью отчетливыми члениками. У самцов три первых членика лапок заметно расширены, но не образуют круглой пластинки, и с четырьмя рядами более крупных клейких дисков, окаймлённых длинными и толстыми щетинками. Коготки на задних лапках одинаковой длины.

## Биология
Населяет разнообразные водоёмы с проточной и стоячей воды, в основном в тропических лесах. В Южной Америке обнаружен в фитотельматах бромелиевых.

## Классификация
Самый крупный род в семействе. Описано более 460 видов.

## Распространение
Встречается в Австралии, Южной Америке, Африке и на Мадагаскаре, Ориентальной области и Палеарктике.